# 島立裸まつり
島立裸まつり（しまだちはだかまつり）は、長野県松本市島立の堀米地区に江戸時代から伝わる神事（裸祭り）。1988年（昭和63年）に長野県の無形民俗文化財に指定された。

## 概要
この地区の氏神である牛頭天王を祀る津島神社の神事で、田植え後の畦道を地元の小学生の男児が「オンヤーサー」「モンヤーサー」と声をかけながら六尺褌姿で練り歩いて五穀豊穣、疫病退散、厄除けを祈る。全国各地から集まる多くのアマチュアカメラマンに囲まれながら練り歩く姿がみられる。このアマチュアカメラマンについて、2007年8月23日の信濃毎日新聞の記事で、「特定の男児を執拗に追い掛けたり、男児の下半身ばかりを撮影したりする人がいることで、子供主役の祭りがけがされてしまう」と、地元が困惑している模様が伝えられた。その後、地元の島立堀米町会では対策委員会が設けられるようになった。 近年では少子化により参加児童数が減少しており、短パン・Tシャツ姿の女子児童も参加している。

## 日程
- 宵祭り（例年6月30日）
- 本祭り（例年7月1日）